# Чеботарёв, Дмитрий Юрьевич
Дми́трий Ю́рьевич Чеботарёв (род. 15 декабря 1986, Хабаровск, РСФСР, СССР) — российский актёр театра и кино. Наиболее известен по ролям в фильмах «Тренер», «Ставка на любовь», «Невеста из Москвы», «Майор Гром: Чумной Доктор» и сериалам «Вампиры средней полосы», «Фитнес», «Контейнер», «Карамора».

## Биография
Дмитрий Чеботарёв родился 15 декабря 1986 года в Хабаровске. Его отец работал водителем, мать — заведующей детского сада. Есть старшие брат и сестра. Два года учился в Хабаровском государственном институте культуры на режиссёрском факультете; затем стал студентом театрального вуза. 
В 2010 году окончил Театральный институт имени Бориса Щукина, курс Р. Овчинникова.
С 2010 года — актёр Московского драматического театра имени К. С. Станиславского.

## Личная жизнь
Чеботарёв женат на актрисе Елизавете Климовой. Пара встретилась на пробах кинофильма. Актёры поженились в 2018 году, в том же году у пары родилась дочь Иванна. В 2023 году у пары родился сын Кай.
Является болельщиком московского ЦСКА.

## Театр
Театр им. Станиславского:
- «Чёрная курица» — Злой король (2010, реж. Ольга Великанова);
- «Троянской войны не будет» — Аякс (2010, реж. Александр Галибин);
- «Авария» — Судья (2010, реж. Александр Галибин);
- «Волшебный орех» — Фриц; Паук (2010, реж. Рамис Ибрагимов);
- «7 дней до потопа» — Сотрудник компании (2010, реж. Владимир Петров);
- «Не верю» — Актёр (2010, реж. Марат Гацалов);
- «Иван Васильевич…» — Сотрудник ОГПУ; Дьяк Федька (2010, реж. Александр Горбань);
- «Шесть персонажей в поисках автора» — Сын (2011, реж. Валерий Белякович);
- «Мастер и Маргарита» — Иешуа Га-Ноцри, М. Булгаков (2012, реж. Валерий Белякович);
- «Собаки» — Чёрный (2012, реж. Валерий Белякович);
- «Последняя ночь Дон Жуана» — Шевалье де Шифревиль (2012, реж. Валерий Белякович);
- «Человеческое использование человеческих существ» — Лазарь (2015, реж. Ромео Кастеллуччи);
- «Анна в тропиках» — Хуан Хулиан (2015, реж. Александр Огарёв);
- «Синяя птица» — Синяя птица; Огонь; Пёс; Монах (2015, реж. Борис Юхананов);
- «Чайка. Театральная бессонница» — Треплев; Медведенко (2016, реж. Юрий Муравиций, Юрий Квятковский);
- «Фантазии Фарятьева» — Павел (2016, реж. Евгений Бедняков);
- «Тартюф» — Валер, Тартюф (реж. Филипп Григорьян).

Другие театры:
- «Страх и нищета в третьей империи», Б. Брехт (2010, реж. А. Корученков);
- «Open the door» — Один из семи (2010, реж. Ирина Горбачева, Международная театральная группа «Бродячий почтальон»);
- «О любви и дружбе» — Толя (2012, реж. Родион Овчинников, Концертный зал «Москва»);
- «Демон» — Демон (2014, реж. Сергей Землянский, Театр им. М. Н. Ермоловой).

## Фильмография
| Год  |     | Название                                                | Роль                                         |
| ---- | --- | ------------------------------------------------------- | -------------------------------------------- |
| 2010 | ф   | Троянской войны не будет (фильм-спектакль)              | Аякс                                         |
| 2010 | ф   | Кодекс чести-4                                          | Антон Листов, воспитанник интерната          |
| 2013 | ф   | Форт Росс                                               | пират                                        |
| 2013 | с   | Реальные пацаны (6-й сезон)                             | Имя персонажа не указано                     |
| 2014 | с   | Инквизитор                                              | Герман Александрович Самсонов, порнорежиссёр |
| 2015 | кор | Угонщик                                                 | Имя персонажа не указано                     |
| 2015 | ф   | Ставка на любовь                                        | Имя персонажа не указано                     |
| 2016 | ф   | Провокатор (эпизод (нет в титрах))                      | Имя персонажа не указано                     |
| 2016 | ф   | Невеста из Москвы                                       | Алекс, менеджер                              |
| 2016 | ф   | Коготь из Мавритании-2                                  | Дмитрий Онин (Демон)                         |
| 2016 | ф   | Дилетант                                                | Макс, друг Дениса, программист               |
| 2016 | с   | Беловодье. Тайна затерянной страны                      | Элвис                                        |
| 2017 | ф   | Рок                                                     | Шмон                                         |
| 2014 | с   | Налёт                                                   | Гвоздь                                       |
| 2018 | с   | Русалки                                                 | Богдан Лолуди, цыган                         |
| 2018 | с   | Фитнес                                                  | Володя, тренер по йоге                       |
| 2018 | ф   | Тренер                                                  | Игорь Масиков (Масяня), капитан Метеора      |
| 2018 | с   | Посольство                                              | Менч                                         |
| 2018 | с   | Взрыв                                                   | Антон                                        |
| 2018 | с   | Учителя                                                 | Костя                                        |
| 2021 | ф   | Майор Гром: Чумной доктор                               | Олег Волков                                  |
| 2021 | с   | Вампиры средней полосы                                  | Сергей Барановский                           |
| 2021 | с   | Контейнер                                               | Виталя                                       |
| 2022 | с   | Карамора                                                | граф Дашков                                  |
| 2022 | ф   | Мы                                                      | P-13                                         |
| 2022 | с   | ЮЗЗЗ                                                    | Старый                                       |
| 2022 | с   | Ева, рожай!                                             | Евгений                                      |
| 2022 | с   | Без правил                                              | Николай Романов, актёр                       |
| 2022 | с   | Пансион                                                 | Серафим                                      |
| 2023 | ф   | Поехавшая                                               | Рома                                         |
| 2023 | с   | Спасти единственного сына                               | Анатолий                                     |
| 2023 | с   | Плейлист волонтёра                                      | Хрупкий                                      |
| 2023 | с   | Райцентр                                                | Антон                                        |
| 2023 | с   | Макс и Гусь                                             | Басанович                                    |
| 2024 | ф   | Адам и Ева                                              | Виктор                                       |
| 2024 | ф   | Майор Гром: Игра                                        | Олег Волков                                  |
| 2025 | ф   | Волшебник Изумрудного города. Дорога из жёлтого кирпича | Урфин Джюс                                   |
| 2025 | с   | Цыгане. Улица Шекспира                                  | Михаил / Михай Деметр                        |